# NGC 595
NGC 595 is een H-II-gebied gelegen in de Driehoeknevel in het sterrenbeeld Driehoek. Het hemelobject ligt 3 miljoen lichtjaar van de Aarde verwijderd en werd op 1 oktober 1864 ontdekt door de Duits-Deense astronoom Heinrich Louis d'Arrest.

## Synoniemen
- IRAS F01307+3025